# Bethania Almánzar
Bethania Almánzar Sosa (Bonao, 11 de fevereiro de 1987) é uma voleibolista indoor e  jogadora de vôlei de praia dominicana.

## Carreira
A sua trajetória deu-se no vôlei de quadra (indoor), e no ano de 2004 estava vinculada ao Los Prados e disputou a Liga Superior de Voleibol, representando este também no título de 2005 e na edição de 2006, conquistou a medalha de prata nos XIII Jogos Esportivos Nacionais de Monte Plata, representando a Região Norte, sendo a maior pontuadora da edição, também defendeu o Playeras de Boca Chica.
No ano de 2005, esteve grupo da seleção dominicana que se preparava para o Pré-Mundial de 2006.Em, 2007, competia pelo Santiago de los Caballeros e conquistou o bronze na Liga Superiore repetiu o feito em 2008.
Em 2007, compete no vôlei de praia,  ocasião que formou dupla com Margarita Suero  para disputar o Circuito NORCECA de Vôlei de Praia e conquistaram a medalha de prata na etapa da Cidade de da Guatemalae em Carolina (Puerto Rico); na temporada de 2008, representando Bonao Country Club, esteve com Daniela Rosario  na conquista do Circuito Dominicano de Vôlei de Praia,  de forma invicta e sendo premiada como  Atleta do Ano do clube, sendo premiada na categoria Méritos Desportivos, na XIII edição do Prêmio Nacional da Juventude no mesmo ano.
Na edição do Festival da Semana Santa em Hato Mayor del Rey, jogou com  Dahiana Burgos e Karla Echenique,  na categoria vôlei 3x3,   foi convocada para os treinamentos da seleção nacional de vôlei de praia em preparação para edição dos Jogos Centro-Americanos e do Caribe de 2010. No mesmo ano volta competir pelo vôlei indoor, com a seleção nacional e obtém a medalha de prata nos Jogos Universitários da América Central e do Caribe de 2010 sediado em Santo Domingo., e em 2011, pelo Villa Bisonó (Navarrete) disputou o Torneio Intermunicipal em Santiago de los Caballeros.
Em 2014, conquistou o título do XX Torneio de Voleibol e Basquete de Praia Playero Rubén Toyota em Hato Mayor del Rey, compondo equipe com  Darielis Ravelo e Soranyi Aquino. Na quadra competiu pelo Club Malanga de Manoguayabo a Liga Superior de 2015, em 2016, disputou o torneio internacional EM Nova Iorque e conquistou o título pelo Club Banreservas.
Com Iris Santos e Anahí Lebrón, foi vice-campeã do XXIII Torneio de Voleibol e Basquete de Praia Playero Rubén Toyota em Hato Mayor del Rey 2017, novamente na quadra, disputou  e conquistou o bronze pelo Bonao Country Club a edição do Campeonato Superior Norte Central de 2017.Em 2019, atuou na praia de novo, representando o Club de Voleibol de INAPA ao lado de  Esmeralda Ramírez e Pamela Suárez e  venceu  XXV Torneio de Voleibol e Basquete de Praia Playero Rubén Toyota em Hato Mayor del Rey.
Pelo Club Banreservas conquistou de forma invicta o IX Torneio Internacional em Nova Iorque , depois pelo Club de Voleibol de INAPA, conquistou o título do torneio do 57º aniversário, premiada como maior pontuadora e MVP. depois, pelo Club Cienfuegos conquistou o campeonato do XLV Torneio Intermunicipal de Voleibol de Santiago de Caballeros, da Asociación de Voleibol de Santiago (ASOVOSACA), premiada como melhor atacante, depois, com Bonao Country Clube foi vice-campeã da Copa Ciabo, sendo melhor atacante. Em 2020, defendendo o Santiago de los Caballeros conquista o vice-campeonato nacional indoor
Em 2021, ajudou Club San Lorenzo de Los Mina  a lograr o título do Torneio Superior de Santo Domingo Superior,  sendo a MVP da edição; depois, com Bonao Country Clube foi campeã da Copa Ciabo, mais adiante, foi vice-campeã pelo Caribeñas da Liga Superior de Voleibol. Na temporada de 2022, conquistou o Torneio  Villa Tapia de Vôlei de Praia, jogando pelo Club Banreservas com Maite Camacho e Esmeralda Ramírez, com Esmeralda disputou a etapa do circuito nacional em Macao e foram campeãs, ainda juntas, disputaram o Circuito NORCECA em Punta Cana e terminaram em quinto lugar e o quarto lugar na etapa de Hato Mayor del Rey, repetindo o quarto lugar nas Ilhas Cayman e sexto no Finals NORCECA, realizado em Punta Cana ao lado de Crismil Paniagua.
Em 2023, inicia com Crismil Paniagua na etapa Grand Cayman do Circuito NORCECA e terminaram na décima terceira posição, foi vice-campeã o torneio de vôlei de praia Hato Mayor de 2023, jogando com Michel Cruz e Génesis Durán. Depois, forma dupla Julibeth Payano e terminaram no quarto lugar na fase de qualificação para o Campeonato Mundial realizada em Punta Cana, e com esta jogadora conquistou a medalha de prata Jogos Centro-Americanos e do Caribe de 2023 e  disputou a edição do Campeonato Mundial de Vôlei de Praia de 2023 nas cidades mexicanas de Tlaxcala de Xicohténcatl,  Apizaco e Huamantla.

## Títulos e resultados
- Etapa da Carolina (Puerto Rico) do Circuito NORCECA  de 2007
- Etapa da Cidade da Guatemala do Circuito NORCECA  de 2007
- Etapa da Hato Mayor del Rey do Circuito NORCECA  de 2022
- Etapa da Macao do Circuito Dominicano de 2022

## Títulos e resultados (indoor)
- Liga A Dominicano:2005
- Liga A Dominicano:2020, 2021
- Liga A Dominicano:2007, 2008
- Jogos Esportivos Nacionais:2006